# Porcelaine de Couleuvre
La porcelaine de Couleuvre est une production de porcelaine fabriquée dans une manufacture située à Couleuvre, dans l'Allier.

## Histoire
André de Sinéty, marquis de Lévis, créa une manufacture de porcelaine au château de Lévis à Lurcy-Lévis en 1788, à quelques kilomètres au nord de Couleuvre. Au XIXe siècle, à partir de 1854-1855, cette activité se développa à Couleuvre, où un kaolin de grande qualité était extrait. La proximité des forêts de Tronçais et de Champroux, qui pouvaient fournir le bois pour alimenter les fours, était aussi un atout. La fabrique produisait d'abord des pièces ordinaires, mais, après la guerre de 1870, sous l'impulsion de Paul Burguin, elle se lança dans des productions plus ambitieuses. Après la mort de ce dernier, en 1891, la production déclina.
À partir de 1930, sous la direction d'Albert Laurent, la fabrique se tourne vers des productions plus artistiques (services de table, vases, pots à pharmacie, etc.). Les décors sont copiés sur d'anciens modèles, mais la fabrique s'adresse aussi à des artistes contemporains. Ainsi, Jean Cocteau lui a confié 34 dessins originaux. La manufacture de Couleuvre acquiert une renommée internationale.
La manufacture connaît des difficultés financières et doit fermer en 1985. Une tentative de redémarrage n'aura pas de résultats durables et, quelques années plus tard, la Manufacture de porcelaine d'art de Couleuvre doit déposer son bilan. La commune de Couleuvre rachète en 1998 les bâtiments, ainsi que les moules (au nombre de plus de 120 000) et les modèles.
L'activité est reprise en 2001 par la Nouvelle Manufacture de porcelaine d'art de Couleuvre, constituée dans un esprit de développement local et d'économie sociale et solidaire, avec l'appui des pouvoirs publics. Cette organisation a existé jusqu'en 2008, avant de laisser place à une nouvelle direction et à un nouveau mode de fonctionnement.
La manufacture de Couleuvre est la seule des six fabriques de porcelaine existant en Bourbonnais au XIXe siècle (Ainay-le-Château, Valigny, La Rivière, Lurcy-Lévis, Champroux, en plus de Couleuvre) qui ait survécu.

## Activité

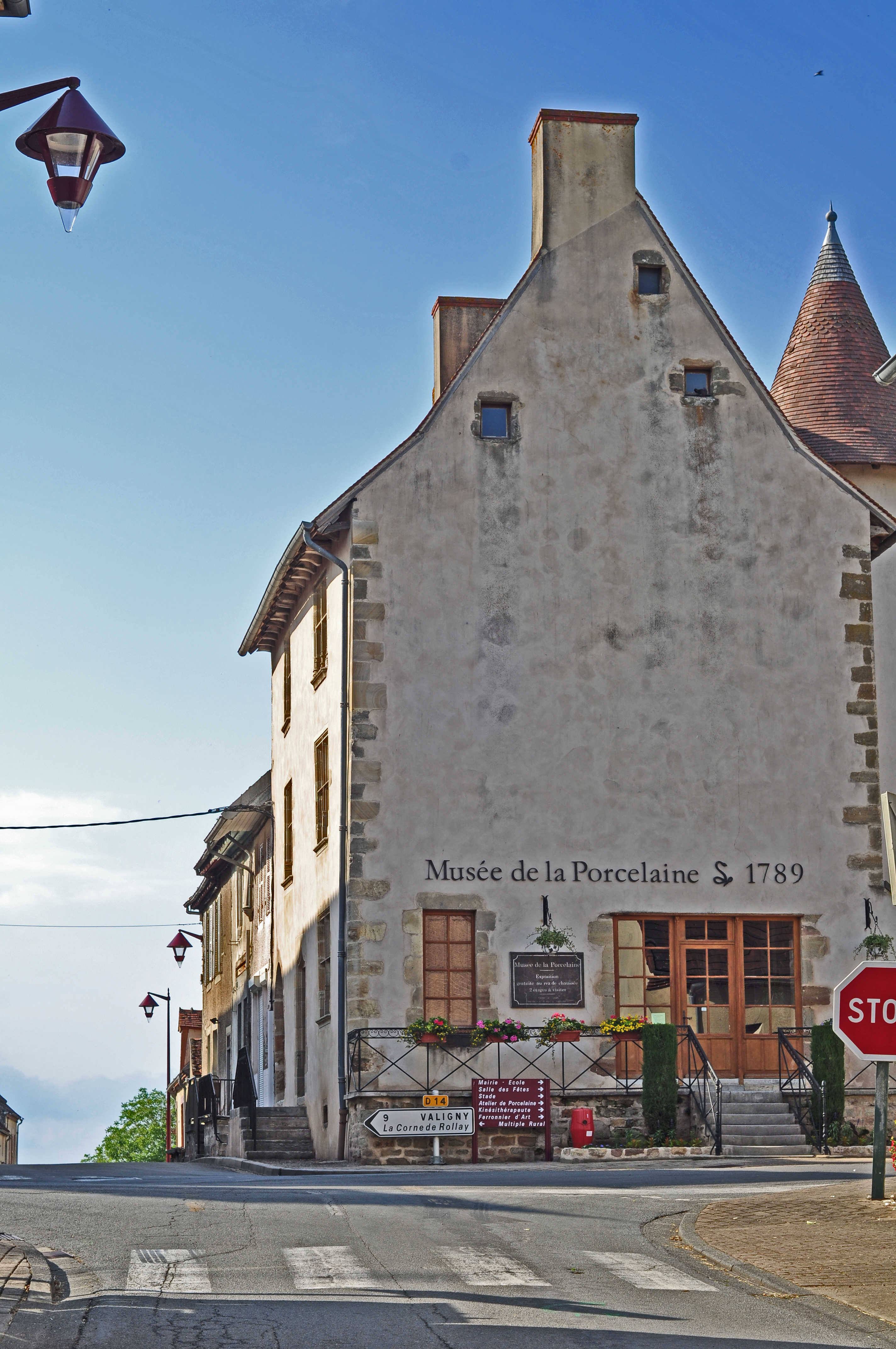
Musée de la Porcelaine, dans la maison de Charles IX

La Manufacture, appelée souvent la Fabrique, a relancé la production en 2001 à l’initiative du Conseil régional et de la mairie, en partenariat avec l'association Nord Bocage, avec une quinzaine de personnes en réinsertion.
En 2009, la manufacture de Couleuvre a été rachetée par la créatrice Muriel Grateau.
L'usine est située à la sortie du bourg, sur la route de Lurcy-Lévis.
En 2022, la manufacture de Couleuvre prend un nouveau départ en modernisant ses modèles.

## Musée
Le Musée de la porcelaine, créé en 1999 à l'initiative de la municipalité et installé dans une maison ancienne où le roi Charles IX aurait couché le 20 décembre 1565, présente l'histoire de la Manufacture et la fabrication des pièces de porcelaine ; il expose des pièces anciennes, ainsi que des moules et modèles.

## Sources
- Abbé P. Desnoix, « L'unique porcelainerie du Bourbonnais : Couleuvre », Bulletin de la Société d'émulation du Bourbonnais, 1906, pp. 117-119.
- Françoise de Ligny, "Découvrir l'Allier" photos, André Recoules, 1990, p.73
- Suzanne Lavisse, Les enfants de la porcelaine, Éd. de Borée, 2006, 216 p.  (ISBN 9782915521078)